# 克澤內什蒂鄉 (梅赫丁茨縣)
44°43′12″N 22°54′00″E / 44.72000°N 22.90000°E
克澤內什蒂鄉（羅馬尼亞語：Comuna Căzănești, Mehedinți），是羅馬尼亞的鄉份，位於該國西南部，由梅赫丁茨縣負責管轄，面積85平方公里，海拔高度224米，2007年人口2,522，人口密度每平方公里30人。